# Robert Edward Mulvee

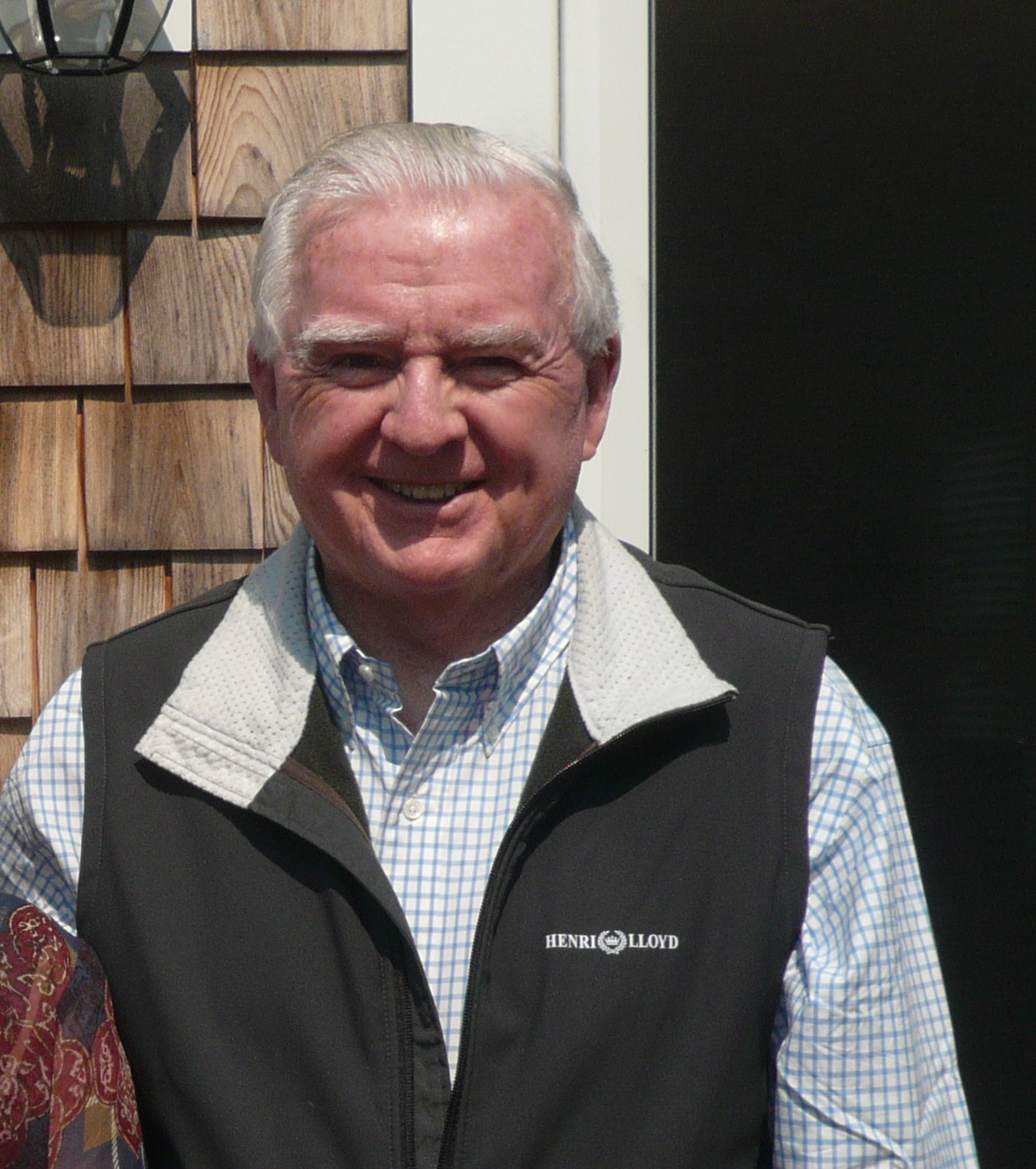
Robert Edward Mulvee im Mai 2010

Robert Edward Mulvee (* 15. Februar 1930 in Boston, Massachusetts; † 28. Dezember 2018) war ein US-amerikanischer Geistlicher und römisch-katholischer Bischof von Providence, Rhode Island, USA.

## Leben
Robert Edward Mulvee empfing am 30. Juni 1957 die Priesterweihe für das Bistum Manchester. 
Papst Paul VI. ernannte ihn am 15. Februar 1977 zum Weihbischof in Manchester und Titularbischof von Summa. Der Bischof von Manchester, Odore Joseph Gendron, spendete ihm am 14. April desselben Jahres die Bischofsweihe; Mitkonsekratoren waren Ernest John Primeau, emeritierter Bischof von Manchester, und John Francis Hackett, Weihbischof in Hartford.
Johannes Paul II. ernannte ihn am 19. Februar 1985 zum Bischof von Wilmington. Am 9. Februar 1995 wurde er zum Koadjutorbischof von Providence ernannt und am 27. März desselben Jahres in das Amt eingeführt. Nach dem Rücktritt Louis Edward Gelineaus folgte er ihm am 11. Juni 1997 als Bischof von Providence nach. 
Am 28. März 2005 nahm Johannes Paul II. sein aus Altersgründen vorgebrachtes Rücktrittsgesuch an.